# Lista de emissoras de televisão de Sergipe
Esta é uma lista de emissoras de televisão do estado brasileiro de Sergipe. São 7 emissoras concessionadas pela ANATEL, além de 1 emissora que não possui concessão para operar. As emissoras podem ser classificadas pelo nome, canal virtual, canal digital, cidade de concessão, razão social, afiliação e prefixo.

## Canais abertos
| Nome                   | CV | CD | Concessão           | Razão social                                              | Afiliação                                               | Prefixo |
| ---------------------- | -- | -- | ------------------- | --------------------------------------------------------- | ------------------------------------------------------- | ------- |
| TV Alese               | 5  | 48 | Aracaju             | Senado Federal                                            | .1 TV Senado .3 TV Câmara .4 TV Câmara Aracaju          | ZYP 319 |
| TV Aperipê             | 6  | 31 | Aracaju             | Fundação de Arte e Cultura Aperipê de Sergipe - Funcap/SE | TV Cultura .2 Aperipê Educa                             | ZYB 832 |
| TV Atalaia             | 8  | 35 | Aracaju             | Televisão Atalaia Ltda.                                   | Record                                                  | ZYP 305 |
| TV Canção Nova Aracaju | 13 | 41 | Aracaju             | Fundação João Paulo II                                    | TV Canção Nova                                          | ZYB 833 |
| TV Liberdade           | 3  | 32 | Aracaju             | Sem registro                                              | TV Verdade                                              | —       |
| TV Sergipe             | 4  | 33 | Aracaju             | Rádio Televisão de Sergipe Ltda.                          | TV Globo .2 Estude em Casa                              | ZYB 830 |
| TV UFS                 | 2  | 49 | Aracaju             | Empresa Brasil de Comunicação S.A. - EBC                  | TV Brasil .2 Canal Gov .3 Canal Educação .4 Canal Saúde | ZYP 307 |
| TVC                    | 7  | 14 | Barra dos Coqueiros | Fundação Ecológica Natureza e Vida                        | TV Cultura .2 Univesp TV .3 TV Educação                 | ZYP 306 |

## Canais fechados
- Rede Nordeste TV
- TV Alese
- TV Aracaju (Rede Super)
- TV Câmara Aracaju
- ViaMídia TV